# Edvardiansk tid

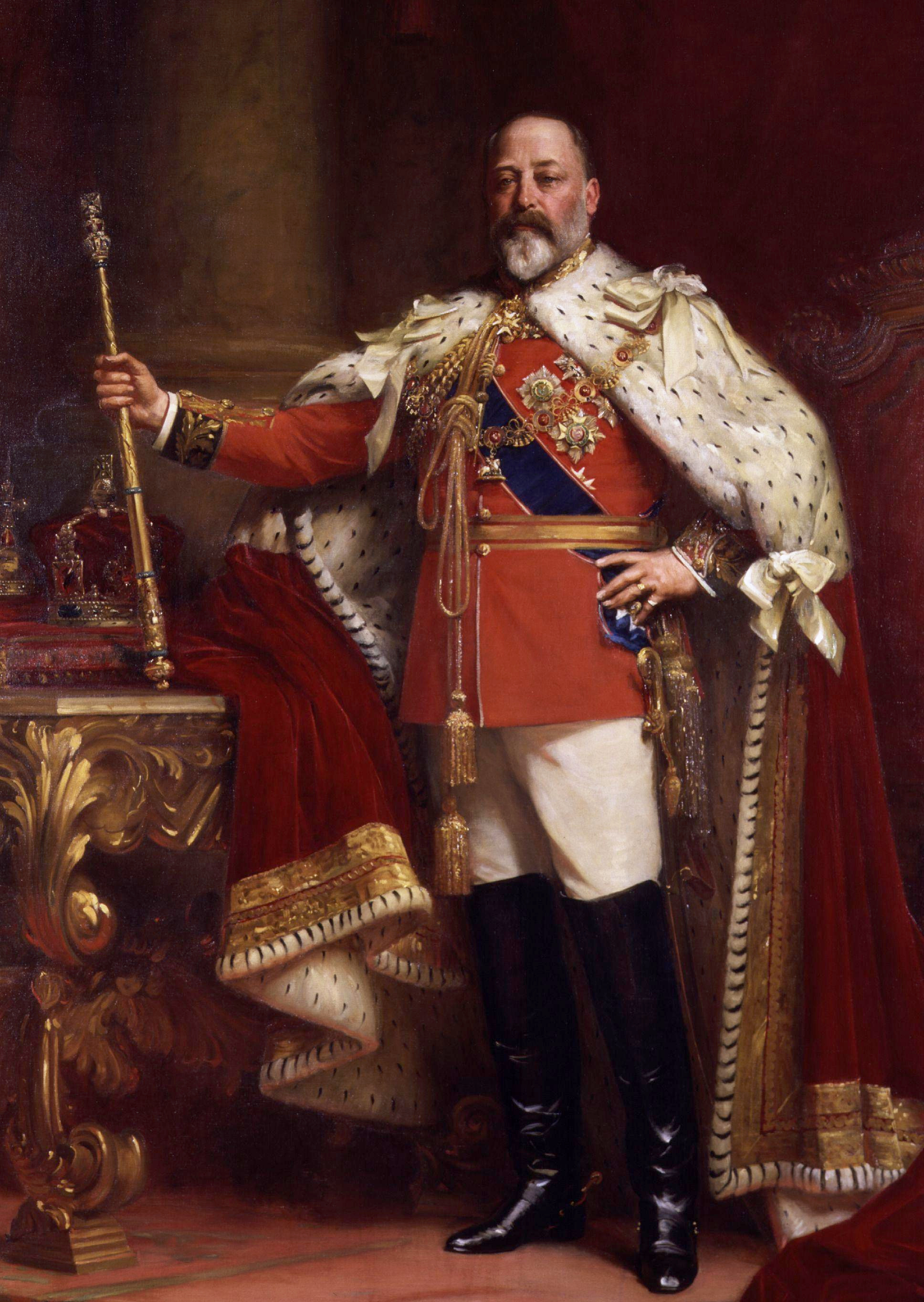
Edvard VII, brittisk kung 1901–1910.

Den edvardianska tiden (engelska: Edwardian era eller Edwardian period) är en period i Storbritanniens historia som sträcker sig från 1901 till 1910, det vill säga kung Edvard VII:s regeringstid. Drottning Viktorias död i januari 1901, då hon efterträddes på tronen av sonen Edvard, markerade övergången från den viktorianska tiden till den edvardianska.
Ofta drar man gränsen för den edvardianska tidens slut något efter kungens död 1910, till exempel vid Titanics undergång 1912 eller första världskrigets utbrott 1914.